# 村上佳菜子の週刊愛ちっち
『村上佳菜子の週刊愛ちっち』（むらかみかなこのしゅうかんあいちっち）は、2020年6月4日から東海テレビで放送されている愛知県の行政広報番組。放送時間は毎週木曜日21:54 - 22:00（JST）。字幕放送も実施。番組内容は放送終了後、番組公式ホームページでインターネット配信もされている。

## 概要
愛知県出身の村上佳菜子が「愛ちっち」というフリーペーパーの編集長となり、県内の大学生が編集部員として、リポーターとなって県政の動きや県の施設を紹介する。

## 出演者
- 村上佳菜子

### 手話通訳
- 大竹紀江[注 1]
- 濱村由希子[注 2]
- 井上千栄[注 3]
- 田中美樹[注 4]

## 過去の出演者

### ナレーション
- 宮沢桃子（当時東海テレビアナウンサー）（2020年6月 - 9月）
- 恒川英里（東海テレビアナウンサー）（2020年6月 - 9月）

### 手話通訳
- 大田美穂[注 5]
- 小田彩子[注 6]

## 放送時間
- 2020年6月4日 - 
  - 木曜 21:54 - 22:00
- 2021年4月18日 - （再放送）
  - 日曜 5:12 - 5:15

## 放送日程

### 特別番組
- 『村上佳菜子の週刊愛ちっち増刊号SP ～あいちの未来～』（2022年1月5日 1:25 - 1:55）[注 29][177]
- 『村上佳菜子の週刊愛ちっち ジブリパークでワクワクおさんぽSP』（2022年12月21日 15:15 - 15:45）[178]
- 『村上佳菜子の週刊愛ちっち 愛知のおいしい特産品SP』（2023年12月26日 10:55 - 11:25）[179]
- 『村上佳菜子の週刊愛ちっちSP あいちの発酵食めぐり』（2024年12月27日 10:55 - 11:25）[180]

### 放送休止
- 2020年 - 12月31日
- 2021年 - 4月1日、4月8日、5月6日、6月10日、6月24日、9月30日、12月23日、12月30日
- 2022年 - 1月27日、3月24日、3月31日、4月7日、6月30日、9月29日、11月24日、12月22日、12月29日
- 2023年 - 2月9日、3月30日、4月6日、6月1日、8月3日、9月28日、11月2日、12月28日
- 2024年 - 2月8日、3月28日、4月4日、8月1日、8月8日、9月26日、12月26日
- 2025年 - 1月2日、2月6日、3月27日、4月3日、4月10日、7月3日